# 科埃略 (托利馬省)
科埃略是哥倫比亞的城鎮，位於該國中西部，由托利馬省負責管轄，距離首府伊瓦格81公里，始建於1627年7月5日，面積349平方公里，海拔高度151米，2005年人口8,940。

## 外部連結
- （西班牙文） Coello official website

4°20′N 74°55′W / 4.333°N 74.917°W